# Região Geográfica Imediata de Macapá

Localização da Região Imediata de Macapá no Amapá.

A Região Geográfica Imediata de Macapá é uma das quatro regiões imediatas do estado brasileiro do Amapá, uma das duas regiões imediatas que compõem a  Região Intermediária de Macapá e, uma das 509 regiões imediatas no Brasil (criadas pelo IBGE em 2017). Esta é composta por quatro municípios.

## Municípios
A Região Geográfica de Macapá é composta por 7 municípios:
| Região geográfica imediata | Código | Municípios |
| -------------------------- | ------ | ---------- |
| Macapá                     | 160001 | Itaubal    |
| Macapá                     | 160001 | Macapá     |
| Macapá                     | 160001 | Mazagão    |
| Macapá                     | 160001 | Santana    |